# Kościół Matki Bożej Królowej Polski w Lestkowie
Kościół Matki Bożej Królowej Polski w Lestkowie – katolicki kościół filialny zlokalizowany we wsi Lestkowo w gminie Nowogard, w powiecie goleniowskim (województwo zachodniopomorskie). Należy do parafii Matki Boskiej Fatimskiej w Nowogardzie.

## Historia i architektura
Kościół wzniesiono w XV wieku. Sytuowany na planie prostokąta, murowany z kamienia narzutowego i cegły, jest budowlą orientowaną, jednonawową. Okna zamknięte są ostrołukowo. Kryty jest dachem dwuspadowym. W XIX wieku od strony zachodniej do kościoła dostawiona została trzykondygnacyjna wieża. Dwie dolne jej kondygnacje murowane są z kamienia, trzecia natomiast z cegły. Wieżę nakrywa spiczasty hełm. W przyziemiu wieży znajduje się trójuskokowy portal.
Wnętrze kościoła nakrywa drewniany, belkowany strop. Posadzka wylana jest cementem. Nad wejściem do świątyni umieszczona jest drewniana empora muzyczna z prospektem organowym. W kościele znajduje się granitowa, romańska chrzcielnica. Zachowały się XIX-wieczne ławki. Znajdujący się w kościele obraz Matki Bożej Królowej Polski został namalowany w 1964 roku przez Jadwigę Heydukowską.
Po II wojnie światowej kościół został konsekrowany jako świątynia katolicka w dniu 1 października 1946 roku przez ks. Bogdana Szczepanowskiego TChr.